# Musée national de Mongolie
Le Musée national de Mongolie (mongol : Монголын үндэсний түүхийн музей), anciennement Musée national d'histoire mongole, est situé à Oulan-Bator. L'établissement se définit comme « une organisation culturelle, scientifique et éducative, responsable de la collection, du soin et de l'interprétation des objets ».

## Histoire
Le premier musée fondé en Mongolie, créé en 1924, s'appelait Musée national de Mongolie est désormais le Musée d'histoire naturelle de Mongolie. Des érudits russes, tels que Piotr Kozlov, VI Lisovskii, AD Simukov et le chercheur américain Roy Chapman Andrews, ont contribué à établir les premières collections et à organiser les premières expositions du musée.
Actuellement, le musée présente les différentes périodes de l'histoire mongole, couvrant la Préhistoire, les périodes qui ont précédé l'Empire, l'Empire mongol (1206-1271), la Mongolie sous le règne des Qing, l'ethnographie et la vie traditionnelle, ainsi que l'histoire du XXe siècle.
La collection ethnographique expose d'importantes collections de costumes traditionnels issus de divers groupes ethniques mongols. Le musée dispose aussi d'une grande collection de boites à priser. La plupart des objets exposés portent des écriteaux en mongol avec traduction en anglais. Le musée publie chaque année un ou plusieurs numéros de son journal interne, avec des articles en mongol et en langues étrangères, dont le russe et l'anglais.
La collection des artéfacts a débuté en 1924, en vue d'établir un fonds muséal. Elles étaient présentées dans le Musée National de Mongolie. Le gouvernement communiste a ensuite rassemblé toutes les collections historiques, ethnographiques, naturelles et paléontologiques et les a présentées dans le Musée central d'État, construit en 1956.
Le bâtiment actuel a été construit en 1971, date à laquelle il a été érigé en Musée de la Révolution.
En avril 2008, le musée est rebaptisé Musée national de Mongolie et les œuvres que l'on peut y observer aujourd'hui y sont transférées.
Collection permanente :
Aujourd'hui, le Musée national de Mongolie est le plus grand musée du pays et possède une collection de plus de 57 000 objets, liés à l'histoire de l'Asie centrale et à l'histoire de la Mongolie, de la Préhistoire à la fin du 20e siècle. Seule une partie des artefacts collectés sont présentés, et répartis dans une dizaine de salles d'exposition.
La collection historique est subdivisée en 3 zones : 
- archéologique ;
- histoire médiévale de la Mongolie ;
- objets historiques modernes et des photographies, des enregistrements et des documents.